# Palais Heydenab

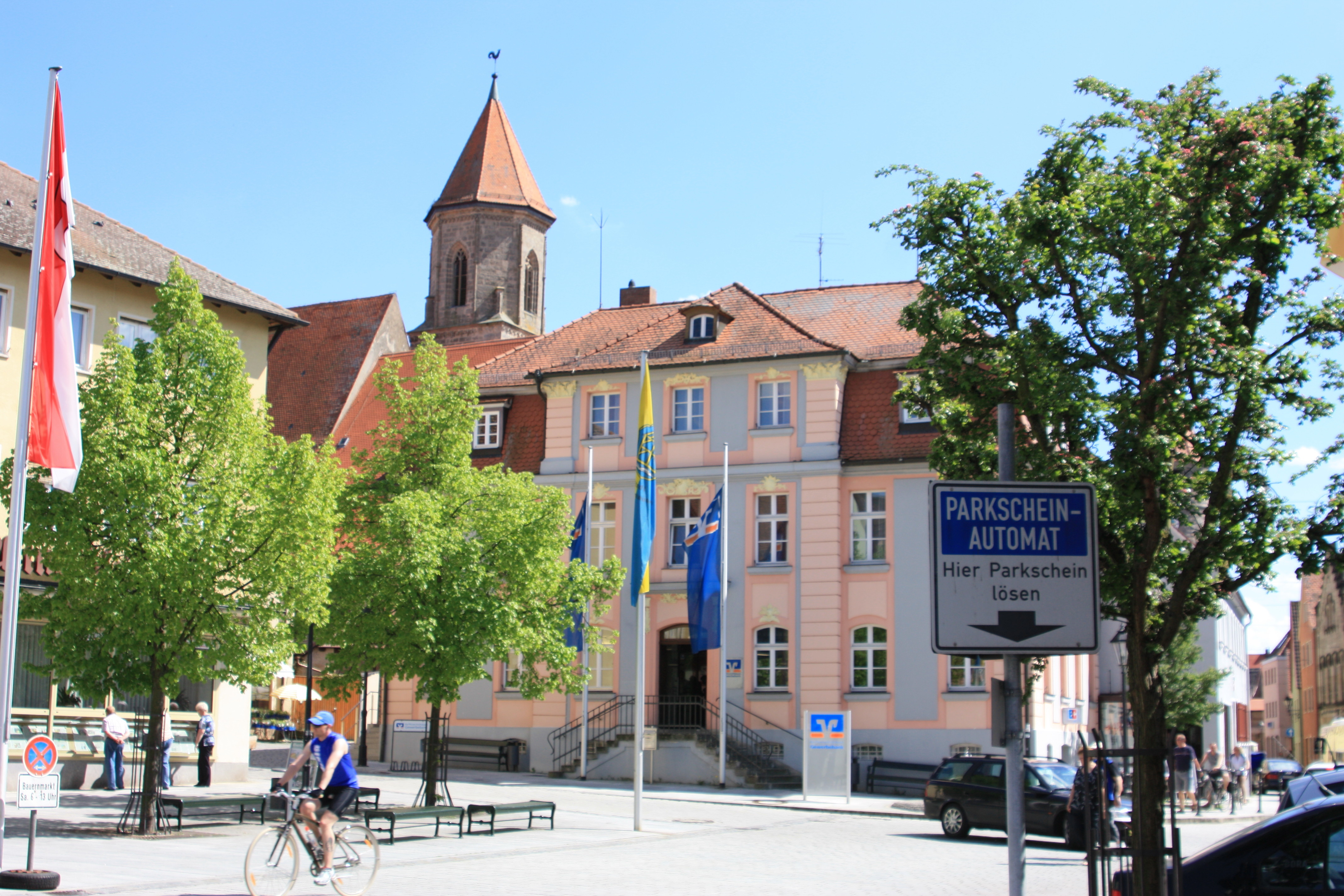
Das Palais Heydenab am Gunzenhäuser Marktplatz

Das Palais Heydenab ist ein ehemaliges Barock-Palais in Gunzenhausen im mittelfränkischen Landkreis Weißenburg-Gunzenhausen. Das Gebäude ist unter der Denkmalnummer D-5-77-136-88 als Baudenkmal in die Bayerische Denkmalliste eingetragen.
Das Gebäude mit der postalischen Adresse  Marktplatz 49 befindet sich umgeben von weiteren denkmalgeschützten Bauwerken in der Gunzenhäuser Altstadt am Übergang vom Marktplatz in die Kirchenstraße und die Weißenburger Straße unweit der Stadtkirche auf einer Höhe von 415 m ü. NHN. Das Gebäude gehört zu dem denkmalgeschützten Ensemble Marktplatz mit Rathausstraße, Kirchenplatz und Weißenburger Straße (Aktennummer E-5-77-136-2).
Das Palais Heydenab wurde ab 1748 errichtet und war ursprünglich als Rathaus geplant. Wegen Geldmangel wurde das Gebäude ab 1750 durch den Architekten Johann David Steingruber für den Namensgeber Ernst von Heydenab in veränderter Form weitergebaut. Von 1797 bis 1937 diente das Gebäude unter anderem als preußisches Kameralamt und als Konditorei. Ab 1937 zog das Heimatmuseum Gunzenhausen in das Gebäude ein. Seit 1981 befindet sich im Palais die Filiale einer Gewerbebank. Das Bauwerk ist ein zweigeschossiger Mansarddachbau mit rustizierten Ecklisenen, einer Freitreppe und einem Mittelrisalit mit Zwerchhaus.